# Violsolfågel
Violsolfågel (Anthreptes longuemarei) är en fågel i familjen solfåglar inom ordningen tättingar. Den förekommer i Afrika från Senegal till Zimbabwe. Beståndet anses vara livskraftigt.

## Utseende och läte
Violsolfågeln är en rätt liten solfågel med ovanligt kort, sångarlik näbb. Hanen är lysande violett på huvud och rygg, medan honan har brunaktig ovansida och ljust ögonbrynsstreck. Arten är mycket lik törnsolfågeln, men skiljs åt genom hanens violetta snarare än turkosfärgade övergump och honans gultonade, ej rent vita, buk. Bland lätena hörs både ljusa toner och mer grälande. Sången är snabb och varierad.

## Utbredning och systematik
Violsolfågel solfågel delas in i fyra underarter i två grupper med följande utbredning:
- longuemarei-gruppen
  - Anthreptes longuemarei longuemarei – Senegal till Guinea-Bissau
  - Anthreptes longuemarei haussarum – östra Guinea och Liberia till norra Kamerun, sydvästligaste Sudan, Sydsudan, nordöstra Demokratiska republiken Kongo, nordvästra Uganda och västra Kenya
- angolensis/nyassae-gruppen
  - Anthreptes longuemarei angolensis – Gabon, södra Kongo-Kinshasa och Angola till västra Tanzania och västra Malawi
  - Anthreptes longuemarei nyassae – sydöstra Tanzania till Malawi, östra Moçambique och östra Zimbabwe

Underarten haussarum inkluderas ofta i nominatformen.

## Levnadssätt
Violsolfågeln hittas i olika typer av lummiga skogsmiljöer, som miombo och savann. Den ses ofta i par, ibland i kringvandrande artblandade flockar.

## Status och hot
Arten har ett stort utbredningsområde och en stor population med stabil utveckling och tros inte vara utsatt för något substantiellt hot. Utifrån dessa kriterier kategoriserar internationella naturvårdsunionen IUCN arten som livskraftig (LC). Världspopulationen har inte uppskattats men den beskrivs som lokalt vanlig till ovanlig.

## Namn
Fågelns vetenskapliga artnamn hedrar den franske naturforskaren Agathe-François Gouÿe de Longuemare (1792-1866).